# Quatre Minutes
Pour les articles homonymes, voir 4 minutes.
Pour plus de détails, voir Fiche technique et Distribution.
Quatre Minutes (Vier Minuten) est un film allemand réalisé par Chris Kraus, sorti en 2006 en Allemagne, en 2007 en Belgique et en 2008 en France.

## Résumé[3]
Depuis plus de 60 ans, Traude Krüger (Monica Bleibtreu) donne des cours de piano dans une prison pour femmes. Ces cours sont considérés comme un luxe par le personnel de la prison, d’autant plus que seulement quatre détenues en bénéficient, et lorsque le directeur Meyerbeer (Stefan Kurt) en fait la remarque auprès de Traude Krüger, celle-ci se met en colère puisqu’elle prend la majeure partie des frais à sa charge. Par exemple, elle fait installer un nouveau piano qu’elle a elle-même acheté.
Après que l'une des quatre élèves se soit pendue, Jenny von Loeben (Hannah Herzsprung), jeune femme accusée de meurtre, se rend auprès de la pianiste et lui demande à prendre la place libre. Cependant, son comportement insolent lui vaut le refus de Traude Krüger. Cette dernière demande même au gardien Mütze (Sven Pippig) de faire sortir Jenny de la salle, mais alors qu’il la touche pour la remmener, Jenny le blesse en le frappant, puis elle s’enferme dans la salle de musique et se met à jouer un air de jazz très violent. Traude Krüger, restée dans le couloir pendant que les gardes se précipitent vers la salle, l’entend. Même si elle déteste cette « musique de nègre » (Negermusik), elle reconnait le talent extraordinaire de la jeune femme. Selon elle, Jenny a un don, et avec lui un devoir de jouer, ce qui pousse la pianiste à décider de lui donner des cours.
Toutefois, les avis du personnel de la prison sont partagés lorsque Traude Krüger veut inscrire Jenny à un concours réservé aux pianistes de moins de 21 ans. Kowalski (Richy Müller), le responsable des gardiens, est entièrement contre cette inscription, tandis que son ex-femme Nadine Hoffman (Nadja Uhl) pense que cela pourrait avoir une influence positive sur Jenny. Finalement, le directeur Meyerbeer accède à la requête de Traude Krüger.
Pour leur première heure de cours, Kowalsky refuse de retirer les menottes de Jenny. Les journalistes, ayant appris sa participation au concours, souhaitent photographier la jeune femme en train de s’y préparer. En leur présence, c’est elle qui insiste pour garder ses mains menottées derrière son dos. À la surprise de tous, elle se met à jouer un air de jazz mouvementé le dos tourné à l’instrument. Seule Traude Krüger ne se réjouit pas de voir son élève jouer : dès qu’elle se retrouve seule avec Jenny, elle la gifle et lui ordonne de ne plus jouer que de la musique classique.
À partir de ce moment, Traude Krüger exige de son élève l’humilité, la discipline et une soumission totale, mais cette relation, loin d’être facile, se transforme en un duel psychologique entre les deux femmes. Au fur et à mesure, on en apprend de plus en plus sur leur passé.
Après avoir gagné une pré-sélection, Jenny se tourne toutefois vers sa professeur de piano et lui avoue qu’elle l’aime bien (ce qu’elle n’a jamais dit à personne). Traude Krüger ne sait plus quoi répondre, parce qu’elle pense à son grand amour Hannah (Kathrin Kestler), condamnée à mort par les nazis pour avoir été communiste. Traude Krüger, infirmière dans un hôpital militaire à l’époque, avait aussi été interrogée. Elle avait d’abord répondu qu’elle était amie avec Hannah, mais lorsque l’officier lui avait répliqué qu’elle n’aurait pas pu être aussi proche de quelqu’un coupable de trahison, elle avait fini par nier ses sentiments pour Hannah. Le souvenir de son bonheur avec Hannah, de sa trahison et de l’exécution de sa bien-aimée n’ont jamais quitté Traude Krüger.
De son côté, Jenny a été présentée comme enfant prodige par son beau-père alors qu’elle avait déjà gagné plusieurs prix. Un jour, elle n’a plus voulu de cet avenir exceptionnel qui s’offrait à elle, et pour essayer de la faire obéir, son beau-père l’a violée. Depuis cet instant, elle s’est mise à le haïr et à ne plus supporter qu’on la touche.
Gerhard von Loeben (Vadim Glowna), le beau-père de Jenny, est rongé par les remords et pense ne plus pouvoir vivre sans alcool. Lorsqu’il apprend qu’elle est inscrite à un concours de piano, il se rend chez Traude Krüger et lui affirme que la jeune femme n’a tué personne. Il est convaincu qu’elle a couvert son amant après qu’il a tué son propre père. Quand Jenny s’est fait arrêter par la police, elle était déjà enceinte. Malheureusement, son amant l’avait déjà abandonnée. La détenue a raconté auparavant à Traude Krüger que l’accouchement difficile a duré seize heures pendant lesquelles elle a souffert. Le médecin a refusé de pratiquer une césarienne, ce qui a causé la mort du bébé. De désespoir, elle a tenté de se suicider en se jetant par une fenêtre, seulement la vitre ne s’est pas brisée.
Mütze, guéri de ses blessures et de retour à la prison, n’accepte pas que Jenny soit autorisée à sortir le temps de participer au concours. Après qu’il a trouvé une coccinelle au cours d’une fouille injustifiée de la cellule de la jeune femme, il transfère cette dernière dans la cellule de Ayse (Jasmin Tabatabai), son ennemie la plus dangereuse, et ses comparses, pour motif d’infestation de vermine. Une nuit, Ayse attache la main de Jenny, endormie, au lit et y met le feu. La douleur la réveille, et quand elle se rend de la situation, Jenny roue Ayse de coups.
À la suite de ce nouvel accès de violence, Meyerbeer décide de suivre le conseil de Kowalski ; il annonce aux médias que Jenny ne peut pas participer au concours, puisque l’enquête sur l’incident nécessite la présence de la jeune femme dans la maison d’arrêt. Traude Krüger sait que tout ceci fait partie de la vengeance de Mütze et lui fait la morale. Celui-ci, par égard pour sa fille Clara, ne se sent pas capable de l’avouer au directeur Meyerbeer. Toutefois, quelques heures avant le début de la finale du concours, il s’arrange pour que Traude Krüger puisse faire sortir Jenny à la dérobée en même temps qu’elle emmène le piano.
Chez Traude Krüger, Jenny trouve une bouteille de Schnaps et en conclut que son beau-père, puisqu’il est venu ici, est derrière tout ça. Même si la professeur de piano lui assure que ce n’est pas vrai, Jenny s’emporte ; elle se met détruire ce qui se trouve à portée de ses mains, et frappe Traude Krüger. Pour regagner la confiance de son élève, celle-ci raconte à la détenue son histoire d’amour lesbienne. Jenny finit malgré tout par enfiler la robe de soirée préparée par Traude Krüger et monter dans le taxi pour l’opéra.
Alors que Jenny entre sur scène, des voitures de police arrivent à l’opéra pour arrêter la détenue. Les forces de l’ordre se répartissent derrière la scène et dans les rangs parmi les spectateurs. Au dernier moment, Traude Krüger réussi à convaincre le directeur Meyerbeer de laisser quatre minutes à Jenny pour jouer son morceau. Comme prévu, la jeune femme commence avec Schumann, mais après quelques notes, elle s’arrête et se met à jouer une musique déchainée. À la fin du morceau, le public applaudit à tout rompre. Jenny regarde alors sa professeur, salue avec fierté et se laisse emmener par les policiers.

## Fiche technique[4]
- Titre original : Vier Minuten
- Titre français : Quatre minutes
- Langue : allemand
- Durée : 111 minutes
- Distribution en France : EuropaCorp Distribution
- Réalisation : Chris Kraus
- Scénario : Chris Kraus
- Production : Alexandra Kordes, Meike Kordes
- Musique : Annette Focks
- Photographie : Judith Kaufmann
- Montage : Uta Schmidt
- Décors : Silke Buhr
- Son : Andreas Ruft
- Costumes : Gioia Raspé
- Budget : 1,4 million d'euros[5]
- Format : 16/9, Couleurs, Dolby
- Langue : Allemand
- Dates de sortie : 
  -  Allemagne : 2006
  -  Belgique : 4 novembre 2007 (Holebi Filmfestival Leuven)
  -  Belgique : 28 novembre 2007
  -  France : 2008

## Distribution
- Monica Bleibtreu (V. F. : Annie Le Youdec) : Traude Krüger
- Hannah Herzsprung (V. F. : Clotilde Morgiève) : Jenny von Loeben
- Sven Pippig (V. F. : Jean-Michel Farcy) : Mütze
- Richy Müller (V. F. : Gabriel Le Doze) : Kowalski
- Stefan Kurt (V. F. : Edgar Givry) : le directeur Meyerbeer
- Jasmin Tabatabai : Ayse
- Vadim Glowna : Gerhard von Loeben
- Nadja Uhl : Nadine Hoffmann
- Peter Davor : le journaliste Wahrig
- Edita Malovčić : Traude Krüger (jeune)
- Christian Koerner : l’officier SS
- Kathrin Kestler : Hannah
- Amber Bongard : Clara Mütze

Casting
Source et légende : Version française (V. F.) sur Voxofilm

## Récompenses[1]
Quatre Minutes a gagné 46 récompenses et a été nommé 9 fois. Certains d'entre eux sont mentionnés sur les bonus du DVD. Parmi les prix obtenus :
- Golden Goblet du Festival international du film de Shanghai pour le meilleur film (2006)
- Prix du Public au Festival du Film Indépendant de Biberach (2006)
- Meilleur film au Festival du Film de Reykjavic (2007)
- Prix du meilleur film au Deutscher Filmpreis (2007)
- Prix du meilleur scénario au Deutscher Filmpreis (2007)
- Prix de la meilleure actrice au Deutscher Filmpreis (2007) : Monica Bleibtreu & Hannah Herzsprung
- Prix de la meilleure production au Deutscher Filmpreis (2007)
- Prix de la meilleure actrice au Prix du film bavarois (2007) : Monica Bleibtreu
- Prix du meilleur espoir féminin au Prix du film bavarois (2007) : Hannah Herzsprung
- Prix du meilleur scénario au Prix du film bavarois (2007)
- Prix du public au Festival du film de San Francisco (2007)
- Prix du public au Festival du Film de Genève (2007)
- Prix du meilleur réalisateur au Festival du film international de Sofia (2007)

## Réception
Quatre Minutes reçoit en majorité de bonnes critiques. L’agrégateur Rotten Tomatoes rapporte que 75 % des critiques ont donné un avis positif, même si la moyenne n’atteint que 6,5/10.

## Autour du film[10]
Chris Kraus a travaillé huit ans sur son film Quatre Minutes. Il s’est inspiré de la photo d’une vieille dame de 80 ans, qui se trouvait assise au piano dans une cellule de prison.
Trouver l’actrice qui incarnerait ne s’est pas révélé facile pour Chris Kraus. Il lui a fallu six mois pour dénicher Hannah Herzsprung. Après un casting réussi, elle a pourtant fait paniquer l’équipe de tournage puisqu’elle ne savait pas jouer du piano. Elle voulait tellement obtenir le rôle qu’elle a répondu « oui » à toutes les questions, y compris celle portant sur ses compétences musicales au piano. À la suite d'un entrainement intensif de six mois, elle a finalement pu jouer les sonates à la perfection.